# Das eiserne Gebet
Das eiserne Gebet è l'album d'esordio del gruppo hard rock neonazi tedesco Stahlgewitter, pubblicato nel 1996.
In Germania è stato bandito dal 31 dicembre 1999.

## Tracce
Testi e musiche degli Stahlgewitter, tranne ove indicato.
1. Das eiserne Gebet - 4:19 (Herzog)
2. Pervers u. Abnormal - 2:52
3. Deutsches Flaggenlied - 3:09
4. Wohnungsnot u. Steuergelder - 4:32
5. Einen Tag regieren - 4:27
6. Das System - 4:20
7. In den Bundestag - 3:17
8. Für uns - 2:16
9. Junkie - 3:32
10. Unsere Fahne ist der Eid - 3:45
11. Ihr müßt Euch selbst erlösen - 4:50
12. Immer noch im Dunkeln - 4:52